# Kirche Staaken-Gartenstadt

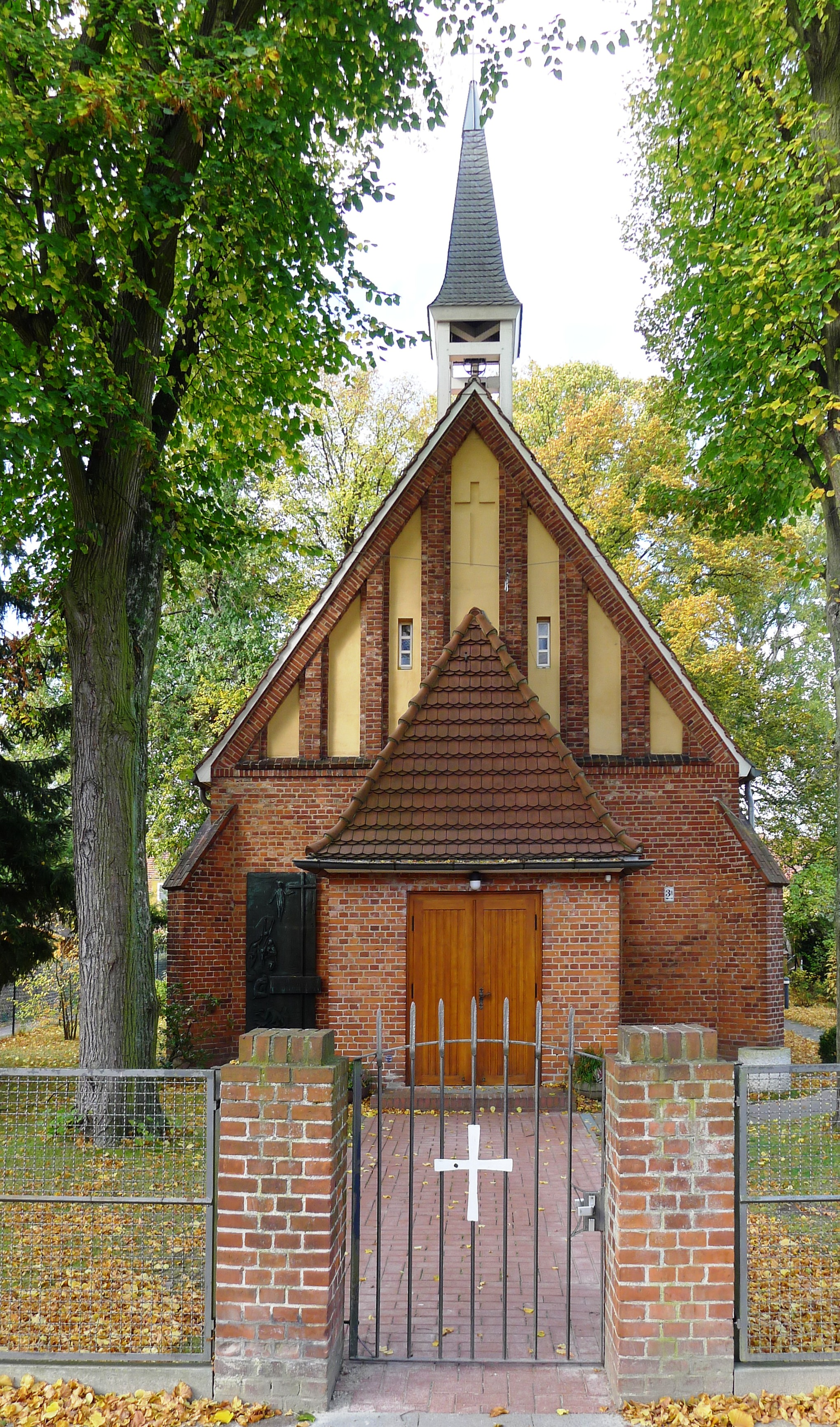
Kirche Staaken-Gartenstadt

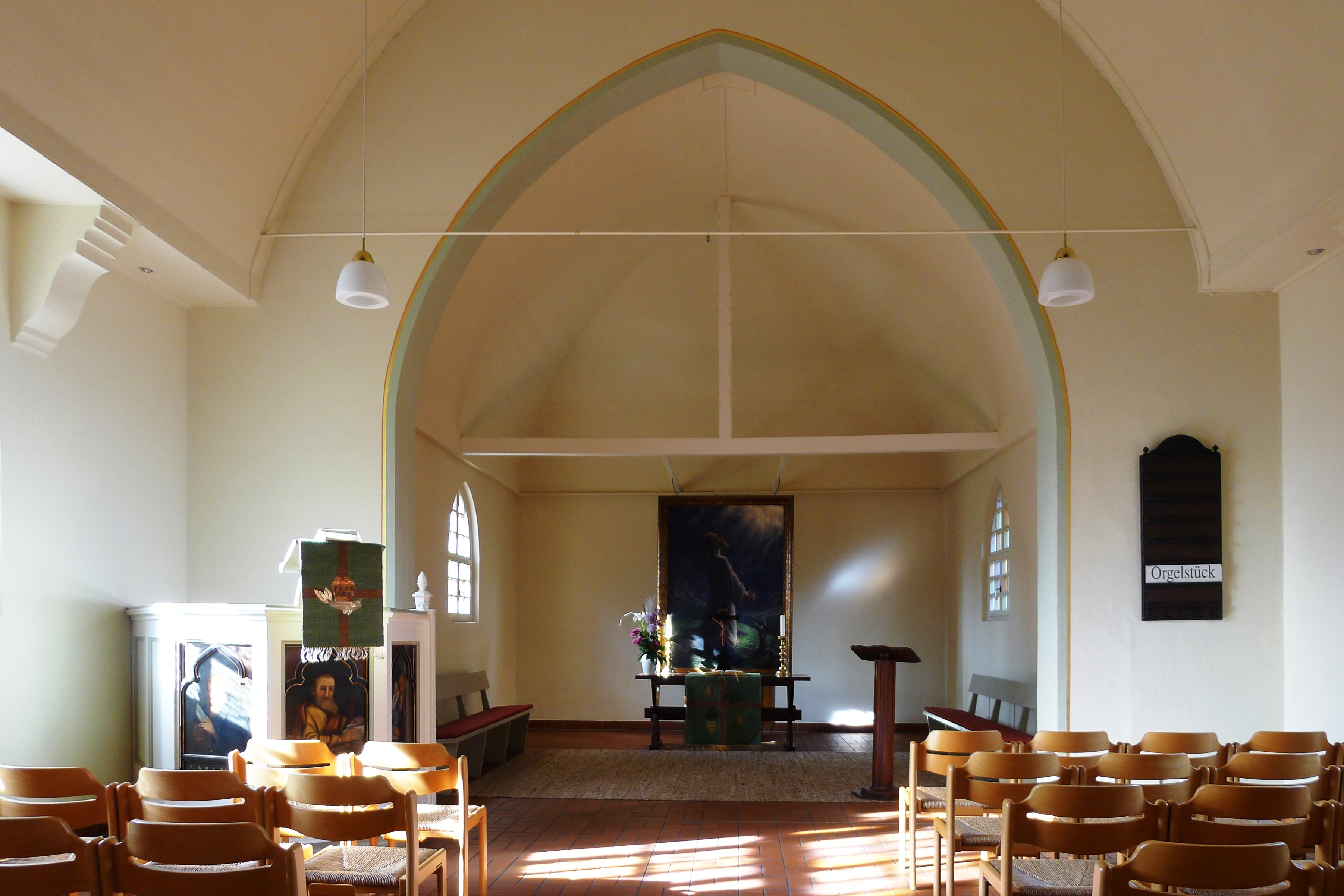
Innenraum (2013)

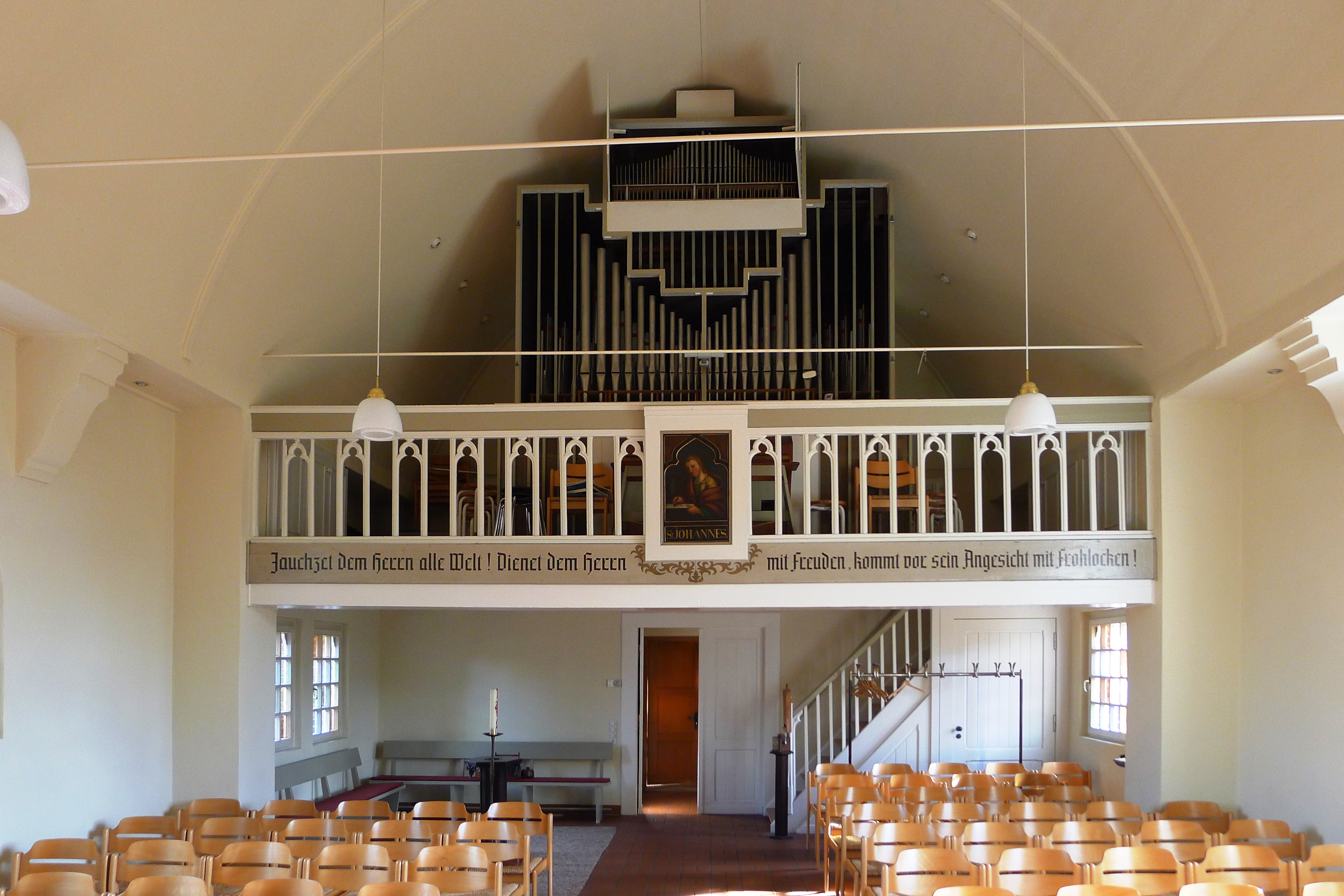
Blick zur Orgel

Die von Curt Steinberg entworfene und am 19. November 1922 eingeweihte Kirche Staaken-Gartenstadt steht am Kirchplatz in der denkmalgeschützten Gartenstadt Staaken im Berliner Bezirk Spandau. In ihrem Architekturstil wirkt der Historismus mit Reminiszenz an die Gotik nach.

## Geschichte
Schon bei der Gestaltung der Gartenstadt lag ein Entwurf von Paul Schmitthenner für eine dreischiffige Kirche mit hohem Glockenturm und 500 Plätzen vor. Das Projekt wurde indessen nicht ausgeführt. Materielle Schwierigkeiten betrafen die Finanzen und die Beschaffung des Baumaterials. Schließlich wurden Steine und Balken eines abgerissenen Schuppens und einer Luftschiffhalle für den Bau einer Kirche mit dem Charakter einer Kapelle verwendet.
Am 1. Januar 1925 wurde die evangelische Kirchengemeinde Staaken-Gartenstadt selbstständig. Sie gehört heute zum Kirchenkreis Spandau im Sprengel Berlin der Evangelischen Kirche Berlin-Brandenburg-schlesische Oberlausitz und umfasst 5000 Gemeindeglieder. In der Zeit des Nationalsozialismus geriet Pfarrer Johannes Stephan, seit 1931 Pfarrer in der Gartenstadt, in Schwierigkeiten mit seiner Gemeinde. Er stand der oppositionellen Bekennenden Kirche nahe, während in der Kirchengemeinde die pronazistischen Deutschen Christen in der Mehrheit waren. 1935 und 1944 beschwerte sich der Gemeindekirchenrat über den Pfarrer wegen Kanzelmissbrauchs, Durchführung verbotener Sammlungen und Verletzung der Schweigepflicht, besondere Sanktionen gegen ihn sind jedoch nicht bekannt.

## Baubeschreibung
Die mit einem Satteldach bedeckte Saalkirche auf rechteckigem Grundriss erinnert an schlichte märkische Dorfkirchen des ausgehenden Mittelalters. Sie ist ein mit roten Klinkern verblendeter Mauerwerksbau, der einen Anbau als Eingangshalle hat und einen verputzten Anbau, der zunächst als geschlossene Sakristei diente und in den 1930er Jahren nach Durchbruch der Wand zum eingezogenen Chor wurde. An den vier Ecken und an den Langseiten sind kräftig ausgebildete Strebepfeiler angesetzt. In der Mitte der Langseiten befinden sich große, spitzbogige Sprossenfenster. Das Satteldach trägt am Ostende einen Dachreiter. Der Giebel im Osten ist mit Lisenen zwischen Putzflächen gegliedert. Links neben dem Eingang an der Außenwand der Kirche befindet sich seit dem 22. November 1964 ein Bronzerelief von Heinz Spilker zum Gedenken an die Opfer der beiden Weltkriege.

## Ausstattung
Das Innere der Kirche ist einfach. Zunächst dienten als Kirchengestühl dienten Bänke der Kantine der Spandauer Gewehrfabrik der Deutschen Werke, die 1970 erneuert und 1991 durch Stühle ersetzt wurden. Von der Kanzel, die für die St.-Nikolai-Kirche 1839 gebaut wurde und dort bis 1903 stand, sind Teile wieder verwendet worden. Drei Bilder der vier Evangelisten sind an der neuen Kanzel angebracht, das vierte fand in der Brüstung der Empore, die ebenfalls aus der Nikolaikirche stammt, seinen Platz. Aus dem Kanzelfuß entstand das Taufbecken, das mit Teilen des Schalldeckels verziert wurde. Der Altar ist ein einfacher Holztisch mit einem Bild von Jesus im Garten Gethsemane, entstanden 1925. Von der Kirchengemeinde der Dorfkirche Staaken wurden zur Einweihung der Kirche ein Kelch und eine Patene aus vergoldetem Silber gestiftet. Seit 1981 gibt es einen neuen Kelch, der dem alten Original ähnelt.

## Glocken

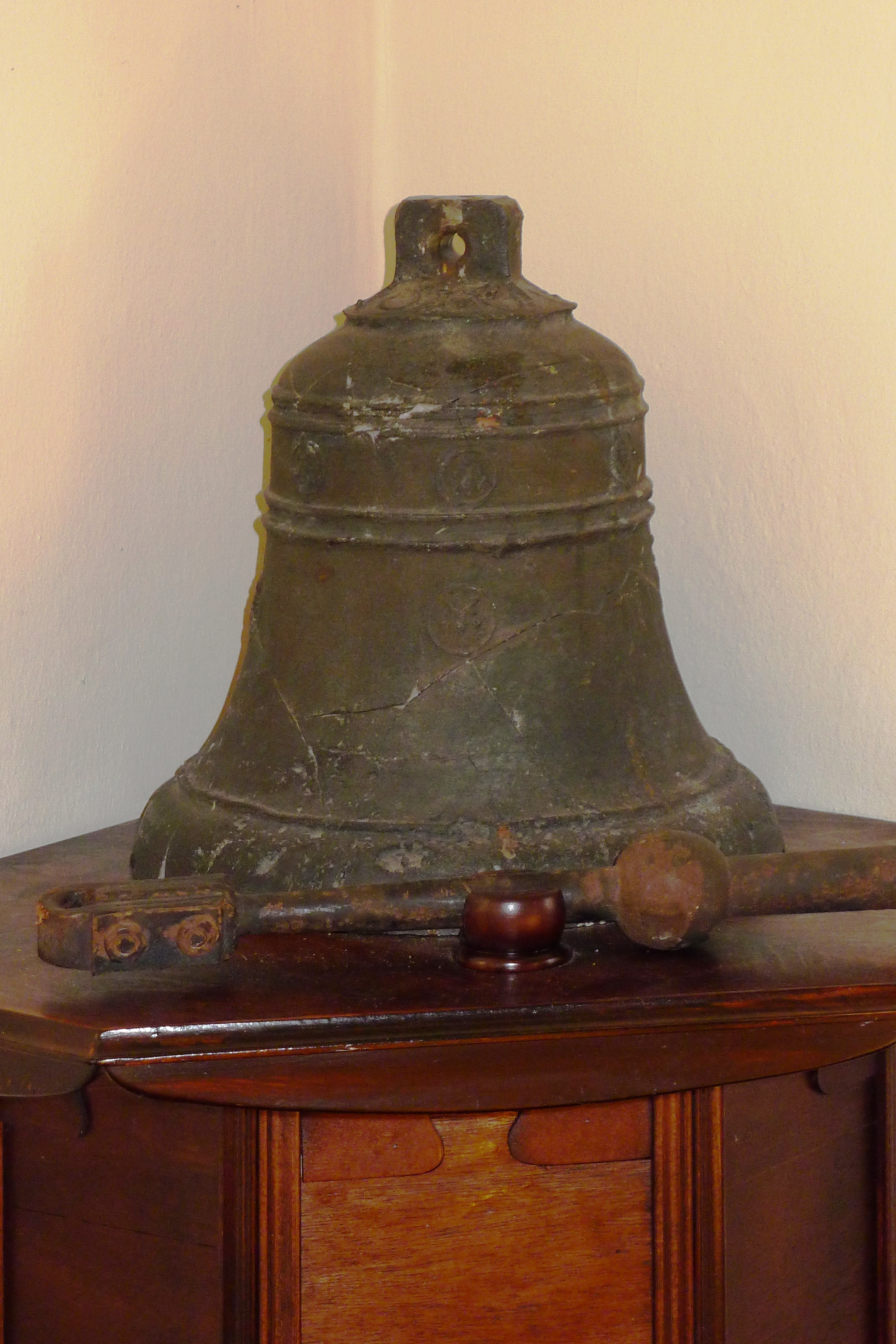
Alte Glocke

Im Jahr 1955 wurden auf einem gesondert stehenden Glockenstuhl zwei große Glocken eingeweiht. Die Glocke, die ursprünglich im Dachreiter hing, stammt aus dem 15. Jahrhundert. Ihre ursprüngliche Bestimmung ist unbekannt. Sie wurde 1922 von der Gemeinde der Christophoruskirche gestiftet. 1980 ist sie bei Reparaturarbeiten vom Dach heruntergefallen und in mehrere Teile zersprungen. Seit 1982 befindet sich eine neue Glocke gleicher Größe im Dachreiter. Die alte Glocke wurde zusammengeklebt und im Kirchenraum aufgestellt.
| Gießjahr | Gießer                  | Material      | Schlagton | Gewicht (kg) | Durchmesser (cm) | Höhe (cm) |
| -------- | ----------------------- | ------------- | --------- | ------------ | ---------------- | --------- |
| 15. Jh.  | unbekannt               | Bronze        |           | 0017         | 032              | 029       |
| 1981     | Petit & Gebr. Edelbrock | Bronze        | c"        | 0027         | 035              | 028       |
| 1955     | Franz Weeren            | Eisenhartguss |           | 1250         | 136              | 101       |
| 1955     | Franz Weeren            | Eisenhartguss |           | 0750         | 114              | 084       |

## Orgel

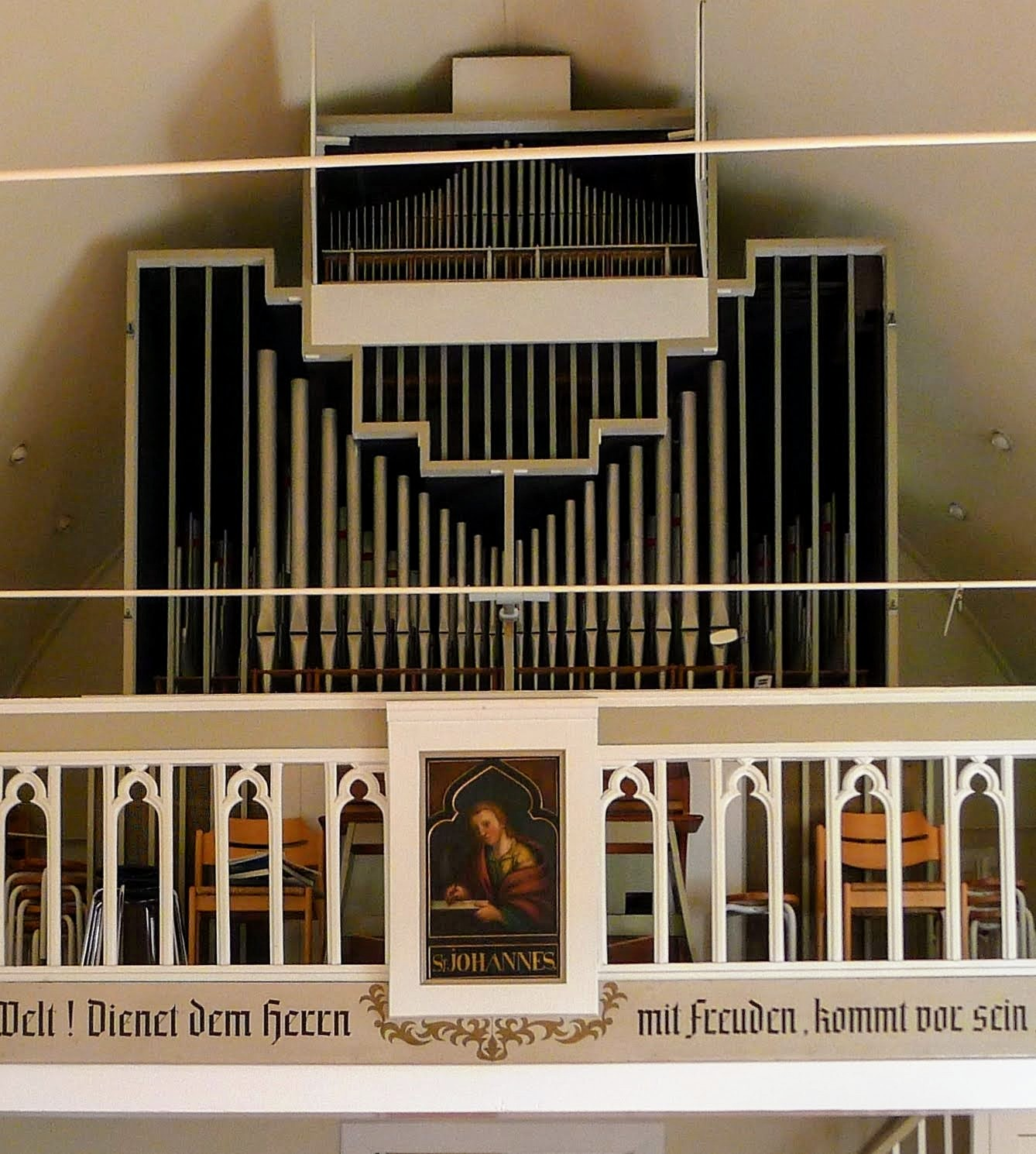
Orgelprospekt

Die alte von Ferdinand Dinse geschaffene Orgel kam 1928 über das Köpenicker und Spandauer Lehrerseminar in die Kirche. Seit 1959 befindet sich auf der Empore eine nach Messungen und Berechnungen von Sachverständigen für das Kirchenschiff konstruierte neue von Friedrich Weißenborn, Braunschweig, geschaffene Orgel. Die mechanische Schleifladenorgel hat ein in Bass und Diskant unterteiltes Manual mit geteilten Registern und einen außergewöhnlich großen Tonumfang von Kontra-F bis d4 sowie ein Pedal. Das Instrument verfügt über neun Register mit insgesamt 790 Pfeifen. Spiel- und Registertraktur sind mechanisch. 1999 ersetzte die Berliner Orgelbauwerkstatt Karl Schuke das Krummhorn im Pedal durch eine Bassflöte.
Somit besteht folgende Disposition:
| Bass Manual F1–a0 |                |
| Rohrflöte (ab C)  | 08′            |
| Principal (ab C)  | 04′            |
| Gedackt           | 04′            |
| Gemshorn          | 02′            |
| Oktave            | 01′            |
| Tertian II        | 1 3⁄5′ + 1 ⁄3′ |
| Mixtur III        |                |

| Diskant Manual b0–d4 |                |
| Rohrflöte            | 08′            |
| Principal            | 04′            |
| Gedackt              | 04′            |
| Oktave               | 02′            |
| Sesquialtera II      | 2 ⁄3′ + 1 3⁄5′ |
| Mixtur IV            |                |
| Dulcianregal         | 16′            |
| Tremulant            |                |

| Pedal C–g1  |     |
| Gedacktbass | 16′ |
| Bassflöte   | 08′ |